# 博納姆 (德克薩斯州)
博納姆（英語：Bonham）是一個位於美國德克薩斯州範寧縣的城市。根據2010年美國人口普查，該地共人口10127人，而該地的面積約為25.30平方千米。同時該地也是範寧縣的縣治。

## 地理
博納姆的座標為33°35′02″N 96°10′54″W / 33.58389°N 96.18167°W，而該地的平均海拔高度為186米（即610英尺）。